# Sandra Naujoks
Sandra Naujoks (Dessau, 11 luglio 1981) è una giocatrice di poker tedesca.
Il suo più importante successo è l'European Poker Tour di Dortmund nel marzo 2009 (guadagno: 917000 €). Vanta inoltre 4 piazzamenti a premi alle WSOP.